# Pseudoparmena borchmanni
Pseudoparmena borchmanni là một loài bọ cánh cứng trong họ Cerambycidae.